# Get Happy!!
| 전문가 평가                   | 전문가 평가 |
| 평가 점수                     | 평가 점수   |
| 출처                          | 점수        |
| ----------------------------- | ----------- |
| AllMusic                      | [ 1 ]       |
| Blender                       | [ 2 ]       |
| Chicago Tribune               | [ 3 ]       |
| Christgau's Record Guide      | B           |
| Encyclopedia of Popular Music | [ 5 ]       |
| Entertainment Weekly          | A+          |
| Mojo                          | [ 7 ]       |
| Rolling Stone                 | [ 8 ]       |
| The Rolling Stone Album Guide | [ 9 ]       |
| Select                        | 4/5         |
| Uncut                         | [ 11 ]      |

《Get Happy!!》는 영국의 싱어송라이터 엘비스 코스텔로의 네 번째 스튜디오 음반으로, 어트랙션스의 키보디스트 스티브 니에브, 베이시스트 브루스 토머스, 드러머 피트 토머스와 함께 세 번째 음반이다. 1980년 2월 15일, 영국의 F-비트 레코드와 미국의 컬럼비아 레코드를 통해 발매되었다. 1979년 3월 투어에서 코스텔로가 술에 취해 몇몇 미국 아티스트들을 모욕한 사건이 있은 후, 그 아티스트는 어트랙션스에서 여름 내내 휴가를 보내다가 10월에 그들과 다시 합류하여 다음 음반을 녹음했다. 닉 로우가 프로듀싱하고 로저 베치리안이 엔지니어링한 세션은 런던에서 시작되었지만, 코스텔로가 이전 음반 《Armed Forces》 (1979년)의 재료 파생물을 찾은 후 네덜란드로 이동했다. 세션은 이슈들로 얼룩졌지만 많은 곡들을 모았고, 마지막 음반은 하나의 LP에 걸쳐 20개의 트랙을 포함한다.
동명의 노래에서 제목을 따온 《Get Happy!!》는 1960년대 리듬 앤 블루스, 스카, 솔 음악의 영향을 받아 코스텔로의 이전 작품들에서 탈피한 것이다. 샘 & 데이브의 〈I Can't Stand Up for Falling Down〉과 머시비츠의 〈I Stand Accused〉라는 두 곡의 커버 곡이 수록되어 있다. 경쾌한 음악과 대조적으로, 대부분 하향 평준화된 가사들은 불운한 로맨스와 같은 반복되는 주제들을 다룬다. 초기 음반 소매는 측면 레이블을 뒤집었고, 나중에 재발행을 위해 수정되었다. 커버 아트는 솔의 영향을 반영하며 1960년대 스택스 레코드와 유사하게 디자인되었으며 초기 복사본은 착용 전 소매를 자랑한다.
처음에는 워너 브라더스 레코드와 코스텔로의 전 레이블인 레이더 레코드와의 분쟁으로 인해 지연되었지만, 영국에서는 2위, 미국에서는 11위로 차트에 올랐지만, 아미드보다 적게 팔렸다. 이 곡은 영국 투어와 세 곡의 싱글이 지원했는데, 그 중 〈I Can't Stand Up for Falling Down〉은 영국 5위에 올랐다. 이 음반은 음악 평론가들로부터 긍정적인 평가를 받았다. 많은 사람들은 그들이 다양하다고 느끼는 트랙의 양에 초점을 맞추었고, 다른 사람들은 이 음반을 높은 평가를 했지만, 《NME》는 이 음반을 올해의 두 번째 베스트 음반으로 선정했다.
《Get Happy!!》는 코스텔로가 그 시점까지 그의 경력에 감쌌던 분노의 페르소나에서 한 발짝 물러섰다. 그는 1981년의 《Trust》를 포함한 후속 작품들에 계속해서 자신의 더 많은 것을 쏟아 부었다. 회고적으로, 해설자들은 《Get Happy!!》를 코스텔로의 최고 작품 중 하나로 보고 트랙 수를 논의하고 어트랙션스의 공연을 눈에 띄는 것으로 강조한다. 《롤링 스톤》, 《피치포크》, 《슬랜트 매거진》의 1980년대 최고의 음반 목록에 오른 이 음반은 코스텔로가 직접 쓴 보너스 트랙과 광범위한 라이너 노트로 여러 번 재발매되었다.

## 배경

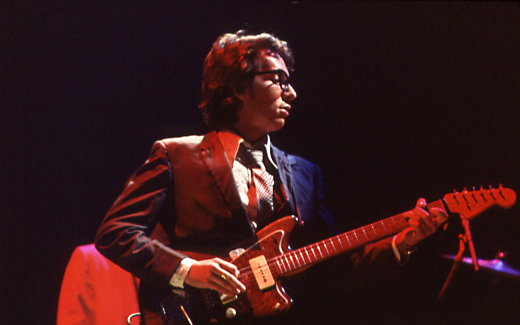
1978년 4월 무대에 선 코스텔로

엘비스 코스텔로와 어트랙션스의 베이시스트 브루스 토머스, 드러머 피트 토머스(관계 없음), 키보디스트 스티브 니에브는 1979년 2월부터 4월까지 미국 Armed Funk 투어에서 그의 세 번째 스튜디오 음반 《Armed Forces》를 지원했다. 투어는 약물과 알코올 문제, 코스텔로와 그의 감독 제이크 리비에라의 언론에 대한 공격적인 행동, 비판적이고 관중들의 반발을 초래하는 저조한 성적 등의 문제로 어려움을 겪었다. 3월, 코스텔로는 스티븐 스틸스와 술에 취한 상태로 교류를 했고, 그곳에서 제임스 브라운과 레이 찰스를 포함한 다양한 미국 음악가들을 인종 비방으로 모욕했다. 코스텔로는 기자 회견에서 재빨리 사과했지만, 교환의 세부 사항이 대중에게 유출되었고 그는 추가적인 반발을 받았고, 그는 죽음의 위협을 받았고 라디오 방송국에서 《Armed Forces》를 철수시켰다. 투어가 끝날 무렵, 코스텔로의 미국에서의 명성은 거의 파괴되었다. 브루스 토머스는 나중에 "우리는 그 투어에서 진정으로 회복하지 못했습니다. 엘비스가 무언가를 잘 할 때마다, 그는 그것을 방해합니다." 그러나 영국에서 그의 명성은 대부분 신문들이 기사를 싣지 못했기 때문에 거의 영향을 받지 않았다. 작가 믹 세인트 마이클은 이를 1966년 존 레논의 예수보다 더 인기 있는 논평에 대한 전 세계적인 반응과 비교한다.

## 커버 아트
브라이언 힌튼에 따르면, 《Get Happy!!》의 커버 아트는 1960년대의 스택스 레코드와 비슷하게 디자인되었다. 바니 버블스가 디자인한 기하학적 슬리브는 위에서 촬영한 코스텔로의 동일한 이미지 세 개를 포함하고 있으며, 두 손은 단추가 채워진 코트의 주머니에 넣고 얼굴은 "거의 변형된" 것처럼 보인다. 영국의 발매는 앞쪽에 가짜 커피 머그 얼룩이 있는 미리 마모된 소매를 특징으로 하고, 뒤쪽에는 큰 원이 있어 바이닐 자체가 포장을 통해 마모된 것 같은 효과를 제공한다. 원본 역시 가사지가 부족했다.

## 곡 목록
모든 곡들은 특별한 언급이 없는 한 엘비스 코스텔로에 의해 작사/작곡하였다.
| #   | 제목                  | 재생 시간 |
| --- | --------------------- | --------- |
| 1.  | 〈Love for Tender〉   | 1:57      |
| 2.  | 〈Opportunity〉       | 3:13      |
| 3.  | 〈The Imposter〉      | 1:58      |
| 4.  | 〈Secondary Modern〉  | 1:58      |
| 5.  | 〈King Horse〉        | 3:01      |
| 6.  | 〈Possession〉        | 2:03      |
| 7.  | 〈Men Called Uncle〉  | 2:17      |
| 8.  | 〈Clowntime Is Over〉 | 2:59      |
| 9.  | 〈New Amsterdam〉     | 2:12      |
| 10. | 〈High Fidelity〉     | 2:2       |

| #   | 제목                                  | 작사·작곡              | 재생 시간 |
| --- | ------------------------------------- | ---------------------- | --------- |
| 1.  | 〈I Can't Stand Up for Falling Down〉 | 호머 뱅크스, 앨런 존스 | 2:06      |
| 2.  | 〈Black and White World〉             |                        | 1:56      |
| 3.  | 〈5ive Gears in Reverse〉             |                        | 2:38      |
| 4.  | 〈B Movie〉                           |                        | 2:04      |
| 5.  | 〈Motel Matches〉                     |                        | 2:30      |
| 6.  | 〈Human Touch〉                       |                        | 2:30      |
| 7.  | 〈Beaten to the Punch〉               |                        | 1:49      |
| 8.  | 〈Temptation〉                        |                        | 2:33      |
| 9.  | 〈I Stand Accused〉                   | 토니 콜튼, 레이 스미스 | 2:21      |
| 10. | 〈Riot Act〉                          |                        | 3:35      |

## 인증
| 국가                       | 인증 | 판매량/출하량 |
| -------------------------- | ---- | ------------- |
| 캐나다 (뮤직 캐나다)       | 골드 | 50,000^       |
| 영국 (BPI)                 | 골드 | 100,000^      |
| ^출하량을 기반으로 한 인증 |      |               |